# 6148 Ignazgunther
A 6148 Ignazgunther (ideiglenes jelöléssel 5119 T-3) a Naprendszer kisbolygóövében található aszteroida. Cornelis Johannes van Houten, Ingrid van Houten-Groeneveld és Tom Gehrels fedezte fel 1977. október 16-án.